# Robert Muldoon
Sir Robert Muldoon (Auckland, 25 settembre 1921 – Auckland, 25 agosto 1992) è stato un politico neozelandese.

## Biografia
Già ministro delle Finanze nella precedente amministrazione Holyoake, è stato anche guida del Partito Nazionale. Fu nominato primo ministro nel 1975, durante il suo governo adottò misure di congelamento dei salari, irrigidendo anche i provvedimenti messi in atto nel precedente governo laburista, soprattutto in materia di immigrazione, importazioni e valuta; durante il suo governo, Muldoon dovette affrontare con alcuni problemi sociali, il più importante dei quali fu il crescente fenomeno migratorio di giovani menti in paesi stranieri per la mancanza di prospettive.
Dal punto di vista economico, il ministro cercò di venire a capo della sempre più crescente inflazione e la dilagante disoccupazione con un ulteriore congelamento salariale e il sovvenzionamento di attività agricole con i prezzi minimi supplementari (SMP). Un'altra questione con cui il governo dovette confrontarsi fu l'alzarsi del debito nazionale estero.
Questi problemi, sommati alla defezione nel 1984 di un membro del Partito Nazionale, portarono Muldoon a indire nuove elezioni, le quali segnarono una netta vittoria del Partito Laburista e il suo conseguente ritorno.